# Cosmos (Lou Donaldson)
Cosmos è un album di Lou Donaldson, pubblicato dalla Blue Note Records nel 1971. Il disco fu registrato il 16 luglio 1971 al Rudy Van Gelder Studio, Englewood Cliffs, New Jersey (Stati Uniti).

## Tracce
Lato A
1. The Caterpillar – 6:50 (Aki Aleong, Lou Donaldson)
2. Make It with You – 4:57 (David Gates)
3. If There's Hell Below (We're All Going To Go) – 9:03 (Curtis Mayfield)

Lato B
1. Caracas – 8:24 (Lou Donaldson)
2. I'll Be There – 5:24 (Berry Gordy Jr., Bob West, Hal Davis, Willie Hutch)
3. When You're Smiling - The Whole World Smiles with You – 5:18 (Joe Goodwin, Larry Shay, Mark Fisher)

## Musicisti
Lou Donaldson Septet With Essence
- Lou Donaldson - sassofono alto elettrico
- Ed Williams - tromba
- Leon Spencer Jr. - organo, pianoforte elettrico
- Melvin Sparks - chitarra
- Jerry Jemmott - basso elettrico
- Idris Muhammad - batteria
- Ray Armando - congas
- Mildred Brown - accompagnamento vocale
- Naomi Thomas - accompagnamento vocale
- Rosalyn Brown - accompagnamento vocale
- Jimmy Briggs - arrangiamenti, voce